# A 2010-es Tour de France szakaszai (P–10.)

A 2010-es Tour de France útvonala.

Ez a szócikk a 2010-es Tour de France eredményeit mutatja be a prológtól a 10.-ig. A többi szakasz eredményei itt találhatóak: A 2010-es Tour de France szakaszai (11–20.).
A verseny első felében a kerékpárosok a hollandiai Rotterdamból indulva Belgiumon át az Alpok hegyeibe vették az irányt.

## Prológ
2010. július 3. —  Rotterdam >  Rotterdam — 8,9 km, egyéni időfutam 
A prológ szakasza szinte teljesen sík volt, két nagyon kicsi emelkedővel megspékelve (az egyik az Erasmus-híd volt). Az időfutamot egy kisebb zápor zavarta meg, ezért akik középtájt indultak lassabbak voltak. Sokáig Tony Martin, a Team HTC–Columbia fiatal kerekese állt az élen, amíg az utolsó előtti versenyző – az időfutam-világbajnok – Fabian Cancellara be nem ért a célba. Ez volt Cancellara negyedik időfutam-győzelme a Touron. Tony Martin sem lehetett csalódott. Erőfeszítésének hála övé lett a fehér trikó.
| #   | Versenyző            | Csapat | Idő     |
| --- | -------------------- | ------ | ------- |
| 1.  | Fabian Cancellara    | SAX    | 10' 00" |
| 2.  | Tony Martin          | THR    | + 10"   |
| 3.  | David Millar         | GRM    | + 20"   |
| 4.  | Lance Armstrong      | RSH    | + 22"   |
| 5.  | Geraint Thomas       | SKY    | + 23"   |
| 6.  | Alberto Contador     | AST    | + 27"   |
| 7.  | Tyler Farrar         | GRM    | + 28"   |
| 8.  | Levi Leipheimer      | RSH    | + 28"   |
| 9.  | Edvald Boasson Hagen | SKY    | + 32"   |
| 10. | Linus Gerdemann      | MRM    | + 35"   |

| #   | Versenyző            | Csapat | Idő     |
| --- | -------------------- | ------ | ------- |
| 1.  | Fabian Cancellara    | SAX    | 10' 00" |
| 2.  | Tony Martin          | THR    | + 10"   |
| 3.  | David Millar         | GRM    | + 20"   |
| 4.  | Lance Armstrong      | RSH    | + 22"   |
| 5.  | Geraint Thomas       | SKY    | + 23"   |
| 6.  | Alberto Contador     | AST    | + 27"   |
| 7.  | Tyler Farrar         | GRM    | + 28"   |
| 8.  | Levi Leipheimer      | RSH    | + 28"   |
| 9.  | Edvald Boasson Hagen | SKY    | + 32"   |
| 10. | Linus Gerdemann      | MRM    | + 35"   |

## 1. szakasz
2010. július 4. —  Rotterdam >  Brüsszel — 224 km, sík szakasz 
A szakasz elején három versenyző – Lars Boom (Rabobank), Alan Pérez (Euskaltel–Euskadi) és Maarten Wynants (Quick Step) – szökött meg a mezőnytől. A sprinteken Pérez 14, Boom 12, Wynants 10 pontot szerzett. 8,3 km-rel a cél előtt a mezőny utolérte a szökevényeket, így mezőnyhajrá következett. Az utolsó kilométerek szűk kanyarjaiban többen buktak a mezőny legelején. A szakaszt végül Alessandro Petacchi nyerte, második  Mark Renshaw, harmadik Thor Hushovd lett. Fabian Cancellara megőrizte a sárga trikót.
| #   | Versenyző           | Csapat | Idő        |
| --- | ------------------- | ------ | ---------- |
| 1.  | Alessandro Petacchi | LAM    | 5h 09' 38" |
| 2.  | Mark Renshaw        | THR    | + 0"       |
| 3.  | Thor Hushovd        | CTT    | + 0"       |
| 4.  | Robbie McEwen       | KAT    | + 0"       |
| 5.  | Mathieu Ladagnous   | FDJ    | + 0"       |
| 6.  | Daniel Oss          | LIQ    | + 0"       |
| 7.  | José Joaquín Rojas  | GCE    | + 0"       |
| 8.  | Christian Knees     | MRM    | + 0"       |
| 9.  | Rubén Pérez         | EUS    | + 0"       |
| 10. | Jürgen Roelandts    | OLO    | + 0"       |

| #   | Versenyző            | Csapat | Idő        |
| --- | -------------------- | ------ | ---------- |
| 1.  | Fabian Cancellara    | SAX    | 5h 19' 38" |
| 2.  | Tony Martin          | THR    | + 10"      |
| 3.  | David Millar         | GRM    | + 20"      |
| 4.  | Lance Armstrong      | RSH    | + 22"      |
| 5.  | Geraint Thomas       | SKY    | + 23"      |
| 6.  | Alberto Contador     | AST    | + 27"      |
| 7.  | Tyler Farrar         | GRM    | + 28"      |
| 8.  | Levi Leipheimer      | RSH    | + 28"      |
| 9.  | Edvald Boasson Hagen | SKY    | + 32"      |
| 10. | Linus Gerdemann      | MRM    | + 35"      |

## 2. szakasz
2010. július 5. —  Brüsszel >  Spa — 201 km, sík szakasz 
A 2. szakaszon hat kategorizált hegy várt a mezőnyre: három negyedik és három harmadik kategóriás. 10 km-rel a rajt után 8 versenyző szakad el a mezőnytől: Sylvain Chavanel és Jérôme Pineau a Quick Stepből, Matthew Lloyd és Jürgen Roelandts az Omega Pharma–Lottóból, a BMC-s Marcus Burghardt, Sébastien Turgot a Bbox Bouygues Telecomból, Rein Taaramae a Cofidisből és a Lamprés Francesco Gavazzi. A hegyi hajrákat Jérôme Pineau zsebelte be, így a nap végén magára ölthette a pöttyös trikót. A Stockeu alján Sylvain Chavanel egyedül maradt, amikor is lerázta magáról Jürgen Roelandtsot, akit utána utolért a mezőny. Marcus Burghardt utolérése után a Columbiás Maxime Monfort lódult el a csoporttól. A hegyi hajrá után, a Stockeu lejtőin azonban bukás történt. Francesco Gavazzi, akit időközben utolért a mezőny, csúszott el egy olajfolton, és a mezőny egy részét magával sodorta. Belekeveredett köztük Andy Schleck, az egyik esélyes, és a pontversenyt vezető Alessandro Petacchi is. A bukás után a mezőny össze akart rázódni, nem törődtek a szökevény Chavanellel. Nem sokkal a befutó előtt a mezőny befogta Monfort-t, így Chavanel teljesen egyedül volt elöl. A sárga trikós Fabian Cancellara a mezőny élére állt, és meggyőzte versenyzőtársait, hogy ne sprinteljenek a második helyért, ezzel is tiltakozva az ellen, hogy versenyszervezők a látvány kedvéért játszanak a bringások testi épségével. Később a zsűri eltörölte a mezőnyben a sprintért járó pontokat, csak Chavenel kapta meg őket. Ezzel a felemás győzelemmel élete második Tour-szakaszgyőzelmét aratta. A nap végén átvette a sárga és a zöld trikókat is.
| #   | Versenyző         | Csapat | Idő        |
| --- | ----------------- | ------ | ---------- |
| 1.  | Sylvain Chavanel  | QST    | 4h 40' 48" |
| 2.  | Maxime Bouet      | ALM    | + 3' 56"   |
| 3.  | Fabian Wegmann    | MRM    | + 3' 56"   |
| 4.  | Robbie McEwen     | KAT    | + 3' 56"   |
| 5.  | Christian Knees   | MRM    | + 3' 56"   |
| 6.  | Jürgen Roelandts  | OLO    | + 3' 56"   |
| 7.  | Thor Hushovd      | CTT    | + 3' 56"   |
| 8.  | Linus Gerdemann   | MRM    | + 3' 56"   |
| 9.  | Mathieu Ladagnous | FDJ    | + 3' 56"   |
| 10. | Bernhard Eisel    | THR    | + 3' 56"   |

| #   | Versenyző            | Csapat | Idő         |
| --- | -------------------- | ------ | ----------- |
| 1.  | Sylvain Chavanel     | QST    | 10h 01' 25" |
| 2.  | Fabian Cancellara    | SAX    | + 2' 57"    |
| 3.  | Tony Martin          | THR    | + 3' 07"    |
| 4.  | David Millar         | GRM    | + 3' 17"    |
| 5.  | Lance Armstrong      | RSH    | + 3' 19"    |
| 6.  | Geraint Thomas       | SKY    | + 3' 20"    |
| 7.  | Alberto Contador     | AST    | + 3' 24"    |
| 8.  | Levi Leipheimer      | RSH    | + 3' 25"    |
| 9.  | Edvald Boasson Hagen | SKY    | + 3' 29"    |
| 10. | Linus Gerdemann      | MRM    | + 3' 32"    |

## 3. szakasz
2010. július 6. —  Wanze >  Arenberg Porte du Hainaut — 213 km, sík szakasz 
A 3. szakaszon sor került a várva-várt szakaszra, mely magába foglalta a 13 km hosszú macskaköves szektorokat. Összesen 7 kisebb-nagyobb ún. pavé-szektor várt a mezőnyre az utolsó 77,5 km-en belül. Az első 13 km megtétele után egy hétfős szökevénycsoport szakad el a mezőnytől: Steve Cummings a Team Sky-ból, Ryder Hesjedal a Garmin–Transitionsből, Pavel Brutt a Katyusából, Pierre Rolland a Bbox Bouygues Telecom-ból, a Milram-os Roger Kluge, Stéphane Auge a Cofidis-ből és a Caisse d'Epargne-s Imanol Erviti. Az első pár kockaköves szektort kifogástalanul teljesítették a versenyzők. Majd Fabian Cancellara állt az élre, aki jól meghúzta a sort. Több bukás is történt. Először David Le Lay bukott – kulcscsontját törte -, majd Damiano Cunego – sértetlenül megúszta – és Fränk Schleck – kulcscsontját törte – is elesett. A szökevényeket eközben utolérte a mezőny, már csak Ryder Hesjedal volt elöl.
A főmezőnytől, Cancellara vezetésével, 9 versenyző szakadt el köztük volt Andy Schleck, Cadel Evans és Thor Hushovd is. Őket Lance Armstrong csoportja követte egy második üldözőcsoportba, míg a "főmezőnyben" volt Alberto Contador, Sylvain Chavanel és Bradley Wiggins. 6,7 km-rel a vége Cancelláráék befogták Hesjedal-t és innentől kezdve, már szinte biztos volt, hogy ha hajrá lesz Hushovd fog nyerni. Végül is tényleg hajrá volt és tényleg Thor Hushovd nyerte a szakaszt, ezzel övé lett a zöld trikó. Cancellara visszavette Chavanel-től a sárga trikót. Eközben hátrébb Armstrong-nak defektje volt, így lemaradt a "főmezőnybe", míg Contador – Vinokurov-val – felzárkózott az első csoporthoz. Hushovd-ék után egy kb. egy perc hátránnyal érkeztek Contador-ék és két perccel később Armstrong-ék.
| #   | Versenyző             | Csapat | Idő        |
| --- | --------------------- | ------ | ---------- |
| 1.  | Thor Hushovd          | CTT    | 4h 49' 38" |
| 2.  | Geraint Thomas        | SKY    | + 0"       |
| 3.  | Cadel Evans           | BMC    | + 0"       |
| 4.  | Ryder Hesjedal        | GRM    | + 0"       |
| 5.  | Andy Schleck          | SAX    | + 0"       |
| 6.  | Fabian Cancellara     | SAX    | + 0"       |
| 7.  | Johan Vansummeren     | GRM    | + 53"      |
| 8.  | Bradley Wiggins       | SKY    | + 53"      |
| 9.  | Jurgen Van den Broeck | OLO    | + 53"      |
| 10. | Alekszandr Vinokurov  | AST    | + 53"      |

| #   | Versenyző             | Csapat | Idő         |
| --- | --------------------- | ------ | ----------- |
| 1.  | Fabian Cancellara     | SAX    | 14h 54' 00" |
| 2.  | Geraint Thomas        | SKY    | + 23"       |
| 3.  | Cadel Evans           | BMC    | + 39"       |
| 4.  | Ryder Hesjedal        | GRM    | + 46"       |
| 5.  | Sylvain Chavanel      | QST    | + 1' 01"    |
| 6.  | Andy Schleck          | SAX    | + 1' 09"    |
| 7.  | Thor Hushovd          | CTT    | + 1' 19"    |
| 8.  | Alekszandr Vinokurov  | AST    | + 1' 31"    |
| 9.  | Alberto Contador      | AST    | + 1' 40"    |
| 10. | Jurgen Van den Broeck | OLO    | + 1' 42"    |

## 4. szakasz
2010. július 7. —  Cambrai >  Reims — 153,5 km, sík szakasz 
A szervezők a 4. szakasz-t megpróbálták könnyűre venni. "Mindössze" 153 km várt a versenyzőkre egy abszolót sík szakaszon. A síkságot mindössze egy negyedik kataegóriás "hegy" törte meg. A rajt után egy ötfős szökevénycsoport lépett meg: Dimitri Champion az Ag2r-La Mondiale-ból, Iban Mayoz a Footon–Servetto–Fuji-ból, Nicolas Vogondy a Bbox Bouygues Telecom-ból, Francis De Greef az Omega Pharma–Lotto-tól és az Euskaltel-es Iñaki Isasi. A szökevények végig három percen belül voltak a mezőnyhöz képest. Végül a 6 km-es kapunál már csak De Greef maradt elöl. Ám a mezőny elején összeálltak a sprintfelvezető-vonatok, így neki se volt túl sok esélye. Az 1 km-es kapunál már a vonatok voltak csak elöl. Végül a mezőnyhajrát egy okos megindulással Alessandro Petacchi nyerte.
| #   | Versenyző            | Csapat | Idő        |
| --- | -------------------- | ------ | ---------- |
| 1.  | Alessandro Petacchi  | LAM    | 3h 34' 55" |
| 2.  | Julian Dean          | GRM    | + 0"       |
| 3.  | Edvald Boasson Hagen | SKY    | + 0"       |
| 4.  | Robbie McEwen        | KAT    | + 0"       |
| 5.  | Robert Hunter        | GRM    | + 0"       |
| 6.  | Sébastien Turgot     | BTL    | + 0"       |
| 7.  | José Joaquín Rojas   | GCE    | + 0"       |
| 8.  | Daniel Oss           | LIQ    | + 0"       |
| 9.  | Thor Hushovd         | CTT    | + 0"       |
| 10. | Óscar Freire         | RAB    | + 0"       |

| #   | Versenyző             | Csapat | Idő         |
| --- | --------------------- | ------ | ----------- |
| 1.  | Fabian Cancellara     | SAX    | 18h 28' 55" |
| 2.  | Geraint Thomas        | SKY    | + 23"       |
| 3.  | Cadel Evans           | BMC    | + 39"       |
| 4.  | Ryder Hesjedal        | GRM    | + 46"       |
| 5.  | Sylvain Chavanel      | QST    | + 1' 01"    |
| 6.  | Andy Schleck          | SAX    | + 1' 09"    |
| 7.  | Thor Hushovd          | CTT    | + 1' 19"    |
| 8.  | Alekszandr Vinokurov  | AST    | + 1' 31"    |
| 9.  | Alberto Contador      | AST    | + 1' 40"    |
| 10. | Jurgen Van den Broeck | OLO    | + 1' 42"    |

## 5. szakasz
2010. július 8. —  Épernay >  Montargy — 187,5 km, sík szakasz 
Az 5. szakasz ismét a sprintereknek feküdt: mindössze két negyedik kategóriás emelkedő várt a versenyzőkre a 187 km során. 6 km-rel a rajt után kialakult a már-már szokásos szökevénycsoport: Jurgen Van De Walle a Quick Stepből, José Iván Gutiérrez a Caisse d'Epargne-ból és a Cofidises Julien El Fares léptek el. A szökevények legnagyobb előnye nyolc perc volt, ám ahogy közeledett a befutó, egyre csökkent az előny. Az utolsó kilométereken Van De Walle és El Fares is megadta magát. Már csak Gutiérrez küzdött végső erejéből, azonban a sprinterek csapatai őt sem kímélték. Következett a szokásos sprintbefutó. Mark Cavendish a 2010-es Tour de France-on első szakaszgyőzelmét aratta, míg összesen ez már a 14. Tour-szakaszgyőzelme volt.
| #   | Versenyző            | Csapat | Idő        |
| --- | -------------------- | ------ | ---------- |
| 1.  | Mark Cavendish       | THR    | 4h 30' 50" |
| 2.  | Gerald Ciolek        | MRM    | + 0"       |
| 3.  | Edvald Boasson Hagen | SKY    | + 0"       |
| 4.  | José Joaquín Rojas   | GCE    | + 0"       |
| 5.  | Thor Hushovd         | CTT    | + 0"       |
| 6.  | Sébastien Turgot     | BTL    | + 0"       |
| 7.  | Robbie McEwen        | KAT    | + 0"       |
| 8.  | Alessandro Petacchi  | LAM    | + 0"       |
| 9.  | Lloyd Mondory        | ALM    | + 0"       |
| 10. | Tylar Farrar         | GRM    | + 0"       |

| #   | Versenyző             | Csapat | Idő         |
| --- | --------------------- | ------ | ----------- |
| 1.  | Fabian Cancellara     | SAX    | 22h 59' 45" |
| 2.  | Geraint Thomas        | SKY    | + 23"       |
| 3.  | Cadel Evans           | BMC    | + 39"       |
| 4.  | Ryder Hesjedal        | GRM    | + 46"       |
| 5.  | Sylvain Chavanel      | QST    | + 1' 01"    |
| 6.  | Andy Schleck          | SAX    | + 1' 09"    |
| 7.  | Thor Hushovd          | CTT    | + 1' 19"    |
| 8.  | Alekszandr Vinokurov  | AST    | + 1' 31"    |
| 9.  | Alberto Contador      | AST    | + 1' 40"    |
| 10. | Jurgen Van den Broeck | OLO    | + 1' 42"    |

## 6. szakasz
2010. július 9. —  Montargy >  Gueugnon — 227,5 km, sík szakasz 
Az előzőekhez hasonlóan a 6. szakasz is egy viszonylag sík útvonalon haladt, de több volt benne az emelkedő. Négy negyedik kategóriás emelkedő és számos kategorizálatlan domb várt a versenyzőkre. 3 km-rel a rajt után három szökevény lépett meg: Mathieu Perget a Caisse d'Epargne-ból, Sebastian Lang az Omegából és az Euskaltel-Euskadis Ruben Perez Moreno. Legnagyobb előnyük nyolc perc volt a főmezőnyhöz képest. 24 km-rel a vége előtt a szökevényeknek már csak 40 mp előnyük volt. Ekkor Dimitri Champion, az Ag2r–La Mondiale kerekese indított egy akciót. Egy perccel később Anthony Charteau, a Bbox Bouygues Telecomból, is elindult. Ők ketten fel is értek a szökevénycsoportra. A friss lábak megpróbálták még megrántani a sort, de a sprinterek csapatai a mezőny élére álltak és befogták őket. A 10 km-es kaputól kezdve együtt volt a mezőny. Innentől a vonatoké volt a főszerep. Mark Renshaw remek felvezetésének hála Mark Cavendish megszerezte második szakaszgyőzelmét a 2010-es Touron.
A célbaérkezés után Carlos Barredo és Rui Costa verekedett össze. A versenybíróság mindkettejüket 200 svájci frank pénzbírságra ítélte.
| #   | Versenyző            | Csapat | Idő        |
| --- | -------------------- | ------ | ---------- |
| 1.  | Mark Cavendish       | THR    | 5h 37' 42" |
| 2.  | Tylar Farrar         | GRM    | + 0"       |
| 3.  | Alessandro Petacchi  | LAM    | + 0"       |
| 4.  | Robbie McEwen        | KAT    | + 0"       |
| 5.  | Gerald Ciolek        | MRM    | + 0"       |
| 6.  | Sébastien Turgot     | BTL    | + 0"       |
| 7.  | José Joaquín Rojas   | GCE    | + 0"       |
| 8.  | Edvald Boasson Hagen | SKY    | + 0"       |
| 9.  | Robert Hunter        | GRM    | + 0"       |
| 10. | Thor Hushovd         | CTT    | + 0"       |

| #   | Versenyző             | Csapat | Idő         |
| --- | --------------------- | ------ | ----------- |
| 1.  | Fabian Cancellara     | SAX    | 28h 37' 30" |
| 2.  | Geraint Thomas        | SKY    | + 23"       |
| 3.  | Cadel Evans           | BMC    | + 39"       |
| 4.  | Ryder Hesjedal        | GRM    | + 46"       |
| 5.  | Sylvain Chavanel      | QST    | + 1' 01"    |
| 6.  | Andy Schleck          | SAX    | + 1' 09"    |
| 7.  | Thor Hushovd          | CTT    | + 1' 19"    |
| 8.  | Alekszandr Vinokurov  | AST    | + 1' 31"    |
| 9.  | Alberto Contador      | AST    | + 1' 40"    |
| 10. | Jurgen Van den Broeck | OLO    | + 1' 42"    |

## 7. szakasz
2010. július 10. —  Tournus >  Station des Rousses — 165,5 km, sík/hegyi szakasz 
Az első komolyab hegyi szakaszra került sor július 10-én. Hat kategorizált emelkedő, köztük három második kategóriás hegy várt a kerekesekre. A két legnehezebb emelkedő a szakasz legvégén volt: Col de la Croix de la Serra és a Lamoura a maguk 1000 m feletti magasságukkal. A Lamoura végén 4 km lejtmenet után volt a befutó. Több sikertelen próbálkozás után, öt kerekes lépett el a mezőnytől: Danilo Hondo a Lampréból, Samuel Dumoulin a Cofidisból, Ruben Perez Moreno az Euskaltel–Euskadiból, Christian Knees a Milramból, és a hegyi pontverseny vezetője, Jérôme Pineau a Quick Stepből. Pineau megnyerte az első öt hegyi hajrát, így továbbra is rajta maradt a pöttyös trikó. Az utolsó előtti hegyen, Col de la Croix de la Serra többen is elléptek a mezőnytől, hogy üldözőbe vegyék a szökevényeket, köztük Thomas Voeckler, Damiano Cunego és Sylvain Chavanel is. A mezőny végén több versenyző is elkezdett leszakadni, köztük. Az utolsó emelkedőnél már csak Pineau és Hondo voltak elöl. Ekkor lendült támadásba Sylvain Chavanel. Utol is érte csapattársát, Pineau-t, aki már csak egyedül küzdött. Chavanel megnyerte a szakaszt és ezzel ismét magára ölthette a sárga trikót. A Quick Step csapata tehát tarolt ezen a szakaszon: Pineau megtartotta a pöttyös trikót és megkapta a piros rajtszámot is, Chavanel pedig ismét az élre állt.
| #   | Versenyző          | Csapat | Idő        |
| --- | ------------------ | ------ | ---------- |
| 1.  | Sylvain Chavanel   | QST    | 4h 22' 52" |
| 2.  | Rafael Valls       | FOT    | + 57"      |
| 3.  | Juan Manuel Gárate | RAB    | + 1' 27"   |
| 4.  | Thomas Voeckler    | BTL    | + 1' 40"   |
| 5.  | Mathieu Perget     | GCE    | + 1' 40"   |
| 6.  | Daniel Moreno      | OLO    | + 1' 40"   |
| 7.  | Pierrick Fédrigo   | BTL    | + 1' 47"   |
| 8.  | Ryder Hesjedal     | GRM    | + 1' 47"   |
| 9.  | Rubén Plaza        | GCE    | + 1' 47"   |
| 10. | Eros Capecchi      | FOT    | + 1' 47"   |

| #   | Versenyző             | Csapat | Idő         |
| --- | --------------------- | ------ | ----------- |
| 1.  | Sylvain Chavanel      | QST    | 33h 01' 23" |
| 2.  | Cadel Evans           | BMC    | + 1' 25"    |
| 3.  | Ryder Hesjedal        | GRM    | + 1' 32"    |
| 4.  | Andy Schleck          | SAX    | + 1' 55"    |
| 5.  | Alekszandr Vinokurov  | AST    | + 2' 17"    |
| 6.  | Alberto Contador      | AST    | + 2' 26"    |
| 7.  | Jurgen Van den Broeck | OLO    | + 2' 28"    |
| 8.  | Nicolas Roche         | ALM    | + 2' 28"    |
| 9.  | Johan Vansummeren     | GRM    | + 2' 33"    |
| 10. | Gyenyisz Menysov      | RAB    | + 2' 35"    |

## 8. szakasz
2010. július 11. — Station des Rousses  >  Avoriaz — 189 km, hegyi szakasz 
A 8. szakaszon először kóstolt bele a mezőny igazán az Alpokba. Két első kategóriás emelkedő várt a versenyzőkre: a Col de la Ramaz 35 km-rel a cél előtt, és az Avoriaz, ahol a befutó volt. Az utolsó hegyek közeledtével egyre csökkent a mezőny létszáma. A két első kategóriás hegy közötti harmadik kategóriás emelkedőn csak egy 60 fős csoport maradt elöl. Lance Armstrong többször is bukott a szakasz során, így ő is leszakadt. Ekkor az Astana csapata állt az élre. Daniel Navarro és Benjamín Noval akkora tempót diktált, hogy Alberto Contador, Andy Schleck, Cadel Evans és még kb. 30-an maradtak már csak elöl. A befutó előtt megindultak a támadások. Az utolsó kilométeren Schleck és Samuel Sánchez léptek el 10 mp-re Contadoréktól. A szakaszt Andy Schleck nyerte, ezzel élete első Tour-szakaszgyőzelmét zsebelte be.
| #   | Versenyző             | Csapat | Idő        |
| --- | --------------------- | ------ | ---------- |
| 1.  | Andy Schleck          | SAX    | 4h 54' 11" |
| 2.  | Samuel Sánchez        | EUS    | + 0"       |
| 3.  | Robert Gesink         | RAB    | + 10"      |
| 4.  | Roman Kreuziger       | LIQ    | + 10"      |
| 5.  | Alberto Contador      | AST    | + 10"      |
| 6.  | Cadel Evans           | BMC    | + 10"      |
| 7.  | Jurgen Van den Broeck | OLO    | + 10"      |
| 8.  | Levi Leipheimer       | RSH    | + 10"      |
| 9.  | Ivan Basso            | LIQ    | + 10"      |
| 10. | Gyenyisz Menysov      | RAB    | + 10"      |

| #   | Versenyző             | Csapat | Idő         |
| --- | --------------------- | ------ | ----------- |
| 1.  | Cadel Evans           | BMC    | 37h 57' 09" |
| 2.  | Andy Schleck          | SAX    | + 20"       |
| 3.  | Alberto Contador      | AST    | + 1' 01"    |
| 4.  | Jurgen Van den Broeck | OLO    | + 1' 03"    |
| 5.  | Gyenyisz Menysov      | RAB    | + 1' 10"    |
| 6.  | Ryder Hesjedal        | GRM    | + 1' 11"    |
| 7.  | Roman Kreuziger       | LIQ    | + 1' 45"    |
| 8.  | Levi Leipheimer       | RSH    | + 2' 14"    |
| 9.  | Samuel Sánchez        | EUS    | + 2' 15"    |
| 10. | Michael Rogers        | THR    | + 2' 35"    |

## Pihenőnap
2010. július 12. —  Avoriaz

## 9. szakasz
2010. július 13. —  Avoriaz >  Saint-Jean-de-Maurienne — 204,5 km, hegyi szakasz 
A Morzine-Avoriaz és Saint-Jean-de-Maurienne közötti 204,5 kilométeres szakasz fénypontja a cél előtt 30 kilométerre lévő 2000 méteres, Col de Madeleine volt, 25 kilométer hosszan, 6% fölötti átlagmeredekséggel. Azonban már előtte is 3 nehéz hegy várt még a mezőnyre.
Már a 9. szakasz első emelkedőjén, az 1600 méteres Colombiere-en megindultak a támadások,, nagymenők is megpróbáltak elszakadni, éppen ezért a mezőny is bekeményített, a nagy tempóból sokan leszakadtak már akkor. Később rendeződött a helyzet, kialakult egy szökevénycsoport, amely nem sértette az összetett esélyesek érdekeit. Közülük Jérôme Pineau gyűjtögette a hegyi pontokat, azonban kellett volna még az utolsó emelkedőn, a Madeleine-en is pontot szereznie a dupla pontozású kiemelt hegyi hajrán, de ez nem sikerült, már a kultikus hegy első kilométerein leszakadt az élbolyról. Így a szakasz végén a Madeleine-re elsőként felérő, Anthony Charteau vette át tőle a pöttyös trikót, pontazonossággal. A Madeleine-re egyébként már csak négyen, Luis Leon Sanchez (Caisse d'Epargne), Sandy Casar (FDJ), Anthony Charteau (Bbox) és Damiano Cunego (Lampre) értek fel elsőként, mögöttük a főmezőnyben eközben óriási csata zajlott.
A 25 kilométer hosszú emelkedőn az Astana ismét belehúzott Tiralongo, majd Navarro révén, aminek rengetegen áldozatai lettek, viszonylag korán már a sárga trikós Cadel Evans is. Több se kellett az Astanának, újabb kivégzés következett, ami olyan jól sült el, hogy nem csak Cadel Evans rogyott meg, de kisvártatva Alberto Contador és Andy Schleck maradtak csak elöl. Schleck többször is próbálta leszakítani Contadort, de miután ez nem sikerült, tempóztak a hegycsúcsig, perceket kiosztva az összetett ellenfeleknek. A hosszú lejtmenetben egyedül az olimpiai bajnok Samuel Sánchez számára csillant fel a remény, hogy visszazárkózhat, de kellett volna még vagy 5 kilométer szerpentin, csak 18 másodperre tudott feljönni, a sík részen pedig újra nőni kezdett a hátránya.
Schleckék viszont 1 kilométerrel a vége előtt utolérték az élbolyt, és izgalmas hajrá következett, amit a rutinos francia, Sandy Casar nyert meg. Andy Schleck életében először húzhatta magára a sárga trikót, Evans hatalmasat betlizve 8 perces hátrányban érkezett, és a 18. helyre csúszott vissza, dobogós reményei elszálltak. Percekig sírt a célban. A szakasz után derült ki, hogy törött könyökkel teljesítette a szakaszt.
| #   | Versenyző         | Csapat | Idő        |
| --- | ----------------- | ------ | ---------- |
| 1.  | Sandy Casar       | FDJ    | 5h 38' 10" |
| 2.  | Luis León Sánchez | GCE    | + 0"       |
| 3.  | Damiano Cunego    | LAM    | + 0"       |
| 4.  | Cristophe Moreau  | GCE    | + 2"       |
| 5.  | Anthony Charteau  | BTL    | + 2"       |
| 6.  | Alberto Contador  | AST    | + 2"       |
| 7.  | Andy Schleck      | SAX    | + 2"       |
| 8.  | Samuel Sánchez    | EUS    | + 52"      |
| 9.  | Joaquim Rodríguez | KAT    | + 2' 07"   |
| 10. | Levi Leipheimer   | RSH    | + 2' 07"   |

| #   | Versenyző             | Csapat | Idő         |
| --- | --------------------- | ------ | ----------- |
| 1.  | Andy Schleck          | SAX    | 43h 35' 41" |
| 2.  | Alberto Contador      | AST    | + 41"       |
| 3.  | Samuel Sánchez        | EUS    | + 2' 45"    |
| 4.  | Gyenyisz Menysov      | RAB    | + 2' 58"    |
| 5.  | Jurgen Van den Broeck | OLO    | + 3' 31"    |
| 6.  | Levi Leipheimer       | RSH    | + 3' 59"    |
| 7.  | Robert Gesink         | RAB    | + 4' 22"    |
| 8.  | Luis León Sánchez     | GCE    | + 4' 41"    |
| 9.  | Joaquim Rodríguez     | KAT    | + 5' 08"    |
| 10. | Ivan Basso            | LIQ    | + 5' 09"    |

## 10. szakasz
2010. július 14. —  Chambéry >  Gap — 179 km, sík/hegyi szakasz 
A 2010-es Tour utolsó Alpok-beli szakasz következett. Július 14-én, a francia nemzeti ünnepnapon – a Bastille nap – már sok év óta, mindig a franciák próbálnak szakaszt nyerni, több-kevesebb sikerrel. Három kategorizált emelkedő várt a mezőnyre, köztük az első kategóriás Côte de Laffre.
36 km-rel a rajt után egy négyfős szökevénycsoport lépett el a főmezőnytől: Mario Aerts az Omega Pharma–Lotto-ból, Dries Devenyns a Quick Step-ből, Vaszilj Kirijenka a Caisse d'Epargne-ból, és a RadioShack-es Sérgio Paulinho Később két francia is csatlakozott a szökevénycsoporthoz: Maxime Bouet az Ag2r-La Mondiale-ból és Pierre Rolland a Bbox Bouygues Telecom-ból. A szökésből senki nem volt veszélyes az összetettben első, Andy Schleck-re, így a mezőny hagyta őket elöl tekerni. A legnagyobb előnyük 15 perc volt. A cél előtt 10 km-rel már biztos volt, hogy valaki a szökevények közül fog nyerni. El is kezdődtek az akciók. Először Devenyns próbálkozott, de sikertelenül. Aztán Paulinho indult meg. Vele már csak Kirijenka tudta tartani a lépést. Egy percre léptek el az üldözőiktől, így egymás között dönthettek a szakaszgyőzelemről. Paulinho lehajrázta Kirijenkát, ezzel megszerezte a RadioShack csapat első Tour-szakaszgyőzelmét. A mezőny 14 perc hátránnyal ért célba. Jerome Pineau pedig visszahódította a pöttyös trikót.
| #   | Versenyző           | Csapat | Idő        |
| --- | ------------------- | ------ | ---------- |
| 1.  | Sérgio Paulinho     | RSH    | 5h 10' 56" |
| 2.  | Vaszilj Kirijenka   | GCE    | + 0"       |
| 3.  | Dries Devenyns      | QST    | + 1' 29"   |
| 4.  | Pierre Rolland      | BTL    | + 1' 29"   |
| 5.  | Mario Aerts         | OLO    | + 1' 33"   |
| 6.  | Maxime Bouet        | ALM    | + 3' 20"   |
| 7.  | Nicolas Roche       | ALM    | + 12' 58"  |
| 8.  | Rémi Pauriol        | COF    | + 13' 57"  |
| 9.  | Mark Cavendish      | THR    | + 14' 19"  |
| 10. | Alessandro Petacchi | LAM    | + 14' 19"  |

| #   | Versenyző             | Csapat | Idő         |
| --- | --------------------- | ------ | ----------- |
| 1.  | Andy Schleck          | SAX    | 49h 00' 56" |
| 2.  | Alberto Contador      | AST    | + 41"       |
| 3.  | Samuel Sánchez        | EUS    | + 2' 45"    |
| 4.  | Gyenyisz Menysov      | RAB    | + 2' 58"    |
| 5.  | Jurgen Van den Broeck | OLO    | + 3' 31"    |
| 6.  | Levi Leipheimer       | RSH    | + 3' 59"    |
| 7.  | Robert Gesink         | RAB    | + 4' 22"    |
| 8.  | Luis León Sánchez     | GCE    | + 4' 41"    |
| 9.  | Joaquim Rodríguez     | KAT    | + 5' 08"    |
| 10. | Ivan Basso            | LIQ    | + 5' 09"    |

## Lásd még
- A 2010-es Tour de France szakaszai (11–20.)
- 2010-es Tour de France